# Pycnoderes obscuratus
Pycnoderes obscuratus är en insektsart som beskrevs av Knight 1926. Pycnoderes obscuratus ingår i släktet Pycnoderes och familjen ängsskinnbaggar. Inga underarter finns listade i Catalogue of Life.